# Bezpilotní letadlo

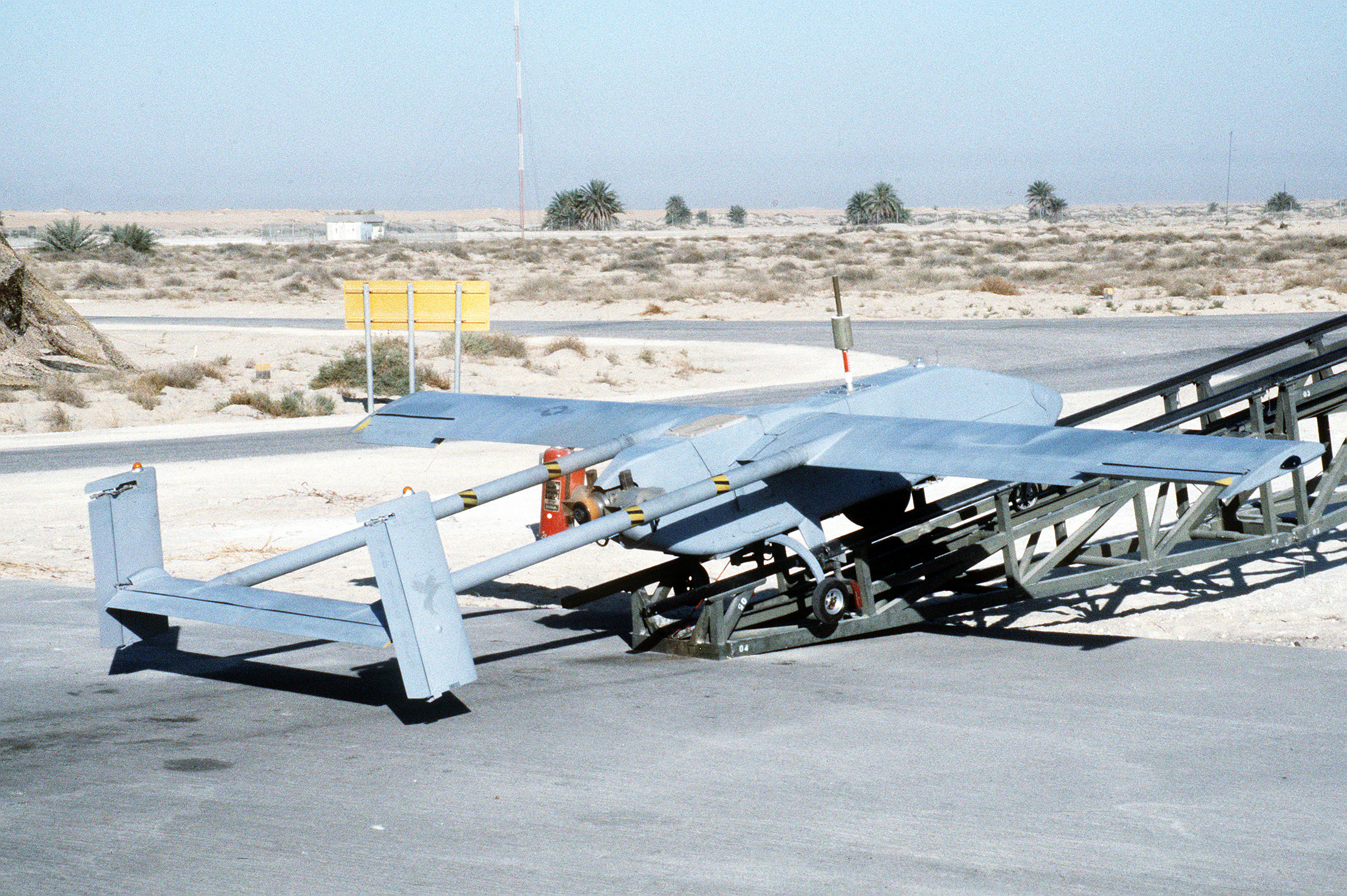
RQ-2 Pioneer průzkumné bezpilotní letadlo používané v armádních službách USA během válek v Zálivu a v Iráku

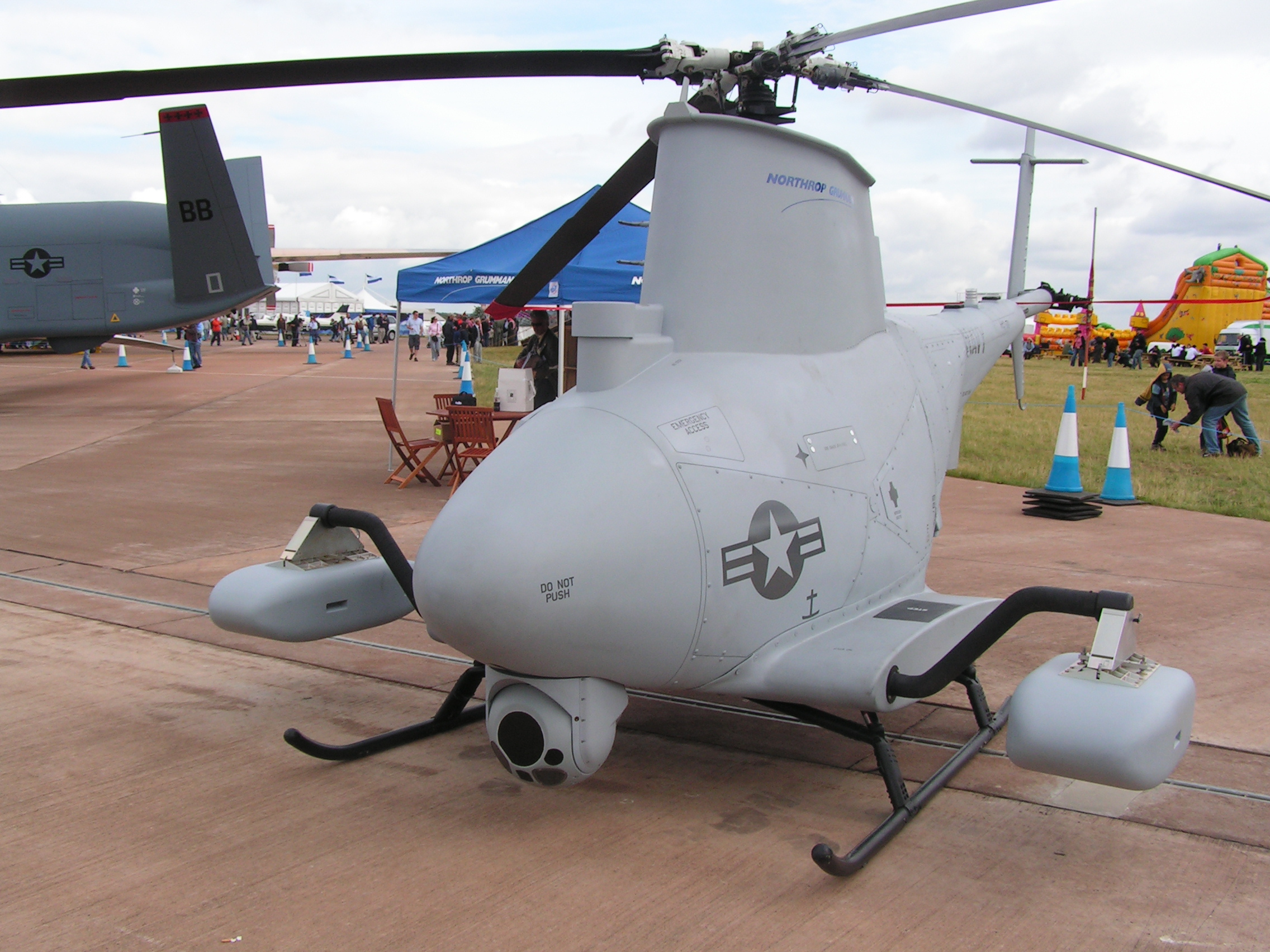
Většina bezpilotních letadel je sice s pevnými křídly, ale existují také rotorová letadla jako je MQ-8B Fire Scout

Bezpilotní letadlo (někdy UAV z anglického unmanned aerial vehicle nebo také dron z anglického drone) je letadlo bez posádky, které může být řízeno na dálku, nebo je schopno létat samostatně pomocí předprogramovaných letových plánů nebo pomocí složitějších dynamických autonomních systémů. Bezpilotní letadla se používají často v armádě k průzkumným i útočným letům. Používají se také k mnoha civilním úkolům, například k hašení požárů, policejnímu sledování nebo průzkumu terénu. Drony mohou být také pozemní, hladinové nebo podvodní. Čtyřvrtulové drony se také označují jako kvadrokoptéry.
Naváděné střely a vyčkávací munice (tzv. sebevražedné drony – např. íránský Hesa Šáhid-136, používaný Rusy ve válce na Ukrajině od září 2022) nejsou klasifikované jako UAV, protože tyto zbraně jsou pouze na jedno použití, i když jsou bezpilotní a v některých případech řízeny vzdáleně. Další zkratkou je UCAV (unmanned combat aerial vehicle) – bezpilotní bojové letadlo. V neposlední řadě je bezpilotní letadlo užíváno i k rekreačním účelům v podobě klasických rádiem řízených modelů letadel a to již od dob vzniku prvních amatérských radiostanic z počátku 80. let minulého století.
Moderní drony mají tzv. geofencing, který dron nepustí do bezletových zón.
Dvě třetiny světového trhu s bezpilotními letadly tvoří armáda. Vůbec největší letoun je americký Global Hawk, který je 14,5 m dlouhý a má rozpětí křídel 39,9 m. Několik těchto strojů si pořídilo NATO a jsou umístěné na základně na Sicílii. V Česku bezpilotní letouny vyrábí firmy Primoco a ThunderFly. V íránských bezpilotních letounech, používaných Rusy na Ukrajině, je v dronu Mohajer-6 rakouský motor Rotax 912.
Ruská invaze na Ukrajinu v roce 2022 ukázala, že drony představují revoluci na moderním bojišti. Jeden malý dron za desítky tisíc dokáže s pár úpravami zničit techniku za miliony dolarů. Nekomerční projekt Česká Aerorozvědka dodává Ukrajině drony a vybírá peníze na jejich nákup. V letech 2024/2025 se jako inovace objevily drony naváděné z důvodu eliminace rušení nepřítelem a stížení sledování prostřednictvím optického kabelu, který může být i desítky kilometrů dlouhý.

## Historie

### Začátky
První použití bezpilotního vzdušného prostředku v boji bylo zaznamenáno v červenci 1849. Byl to balónový nosič – malá loď vybavená balónem, obvykle přivázaná k mateřské lodi lanem nebo kabelem a používaná pro pozorování moře z balonu.
Významný vývoj dronů začal v roce 1900 a zaměřoval se na výrobu cvičných cílů pro výcvik vojenského personálu. Prvním pokusem o dálkově ovládaný UAV s pohonem byl „Vzdušný cíl“ (Aerial Target) Angličana A.M. Lowa v roce 1916. Low zkonstruoval radiový systém pro dálkové ovládání jednoplošníku a úspěšně ho vyzkoušel 21. března 1917. Po této úspěšné zkoušce byl Low v r. 1918 převeden na vývoj letadlem řízených rychlých torpédových člunů pro Royal Navy.
V Americe zkonstruoval Charles Kettering v r. 1918 letoun Kettering Bug, což byl předchůdce dnešních řízených střel. 
V r. 1910 přišel důstojník námořnictva USA Bradley A. Fiske na myšlenku shazovat z letadla torpédo, které by se po shození z letadla samo navádělo na cíl. Tato tzv. vzdušná torpéda zkoušeli Britové i Američané za 1. světové války. Úspěch těchto experimentů vedl ke konstrukci prvního torpédového letounu Short Type 184, vyráběného v Británii od roku 1915.

### 2. světová válka a poválečný vývoj UAV
Průkopníkem bezpilotních letadel v USA byl Reginald Denny, anglický herec a letec. Za první světové války sloužil u letectva Royal Flying Corps a po válce emigroval do Spojených států, kde působil v Hollywoodu jako herec ve vedlejších rolích. Byl úspěšný v desítkách filmů.
Dennyho nejdříve zaujaly létající modely. Později, v roce 1940, založil společnost Radioplane Company, která vyráběla bezpilotní letadla především pro použití jako dělostřelecké cíle. Během 2. světové války vyrobili přes 9 400 UAV modelu Radioplane OQ-3, což byl jednoplošník poháněný vrtulí. Byl to nejpoužívanější letoun v USA, používaný jako cíl.
Nacistické Německo během války vyrábělo a používalo různá UAV letadla, jako Argus As 292 a létající bomby V-1 s proudovým motorem, které Němci použili v červnu 1944 při útoku na Londýn.

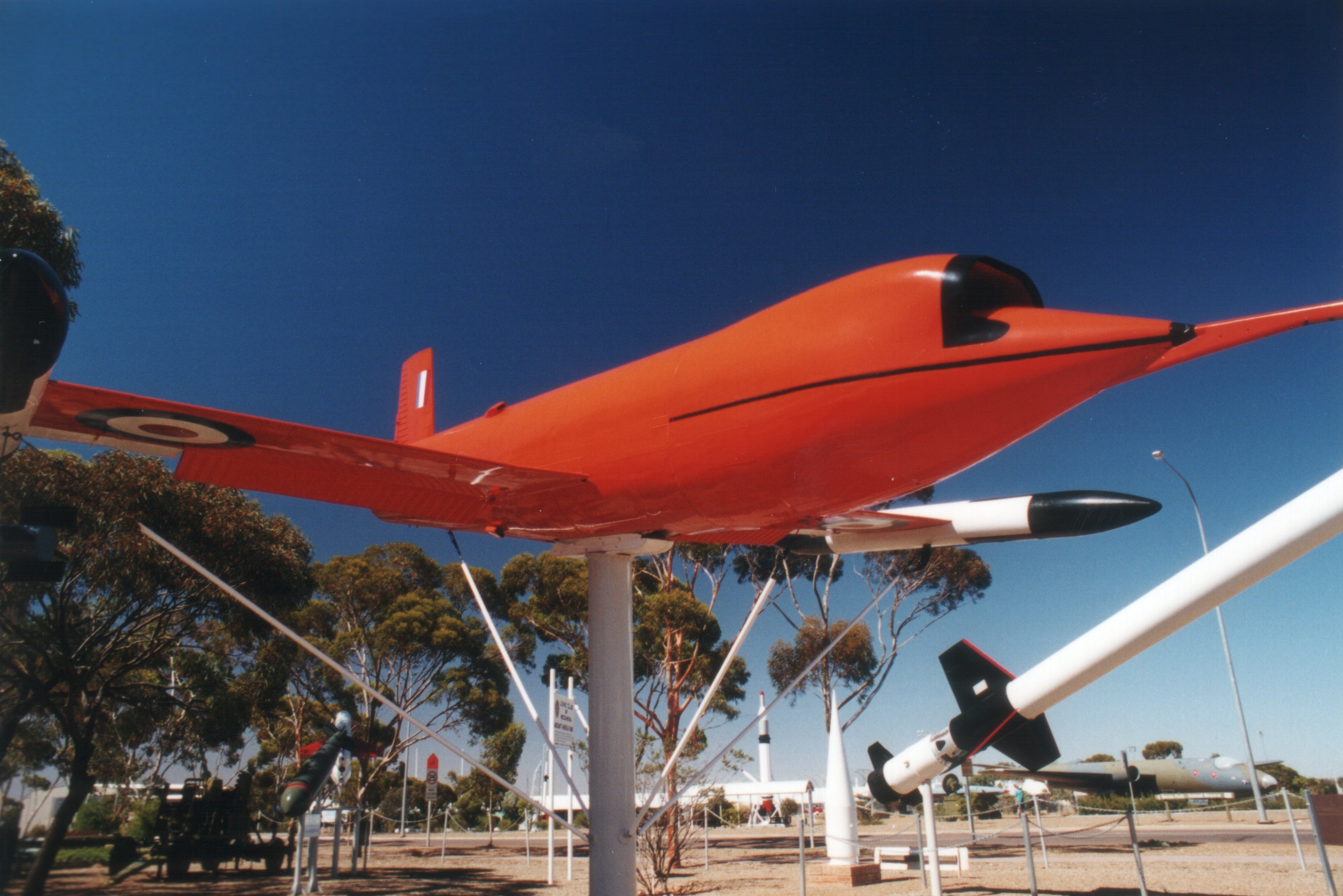
Australský dron GAF Jindivik

V době po druhé světové válce vyráběly USA letouny řady Radioplane BTT. Tato řada se vyráběla roky. Bylo vyrobeno téměř 60 000 exemplářů. Vývoj pokračoval nejen v USA, ale i v Austrálii (GAF Jindivik a Teledyne Ryan Firebee I z roku 1951), Izraeli či Turecku. Během války na Středním východě (1967–1970) testovala izraelská rozvědka první taktická bezpilotní letadla s průzkumnými kamerami. V jomkipurské válce v roce 1973 použil Izrael UAV jako návnady, aby přinutil nepřátelské síly k používání drahých protiletadlových střel. Snímky, poskytované těmito UAV pomohly Izraeli zcela neutralizovat syrskou protivzdušnou obranu na začátku libanonské války v roce 1982.
V roce 1973 americká armáda oficiálně potvrdila, že používala UAV v jihovýchodní Asii (Vietnam). Podle prohlášení generála USAF George S. Browna, z bývalého velitelství vzdušných sil Spojených států (Air Force Systems Command) v roce 1972, byl jediný důvod pro používání UAV zabránit ztrátám pilotů.

### Moderní UAV
V 90. letech 20. století. americké ministerstvo obrany uzavřelo smlouvu se společnostmi AAI Corporation a izraelskou společností Malat. Americké námořnictvo pak koupilo stroj AAI Pioneer, které AAI a Malat vyvinuly společně. Mnoho z těchto UAV bylo použito ve válce v Zálivu v roce 1991. První modely se používaly především pro sledování, ale některé nesly i výzbroj, jako například General Atomics MQ-1 Predator, který odpaloval střely vzduch-země.
Vývojem UAV se zabývala také Evropská unie – projekt se jmenoval Capecon a probíhal od 1. května 2002 do 31. prosince 2005.
Bezpilotní letadélka jsou často užívána k rekreačním účelům – jsou to klasické rádiem řízené modely. Malé čtyřvrtulové drony, tzv. kvadrokoptéry, se často používají pro fotografování.
Od roku 2012 provozovalo letectvo Spojených států (USAF) 7 494 UAV. Drony provozovala také Ústřední zpravodajská služba (CIA). Do roku 2013 používalo UAV nejméně 50 zemí. Čína, Írán, Izrael, Pákistán a Turecko navrhly a postavily svoje vlastní typy.
Od léta roku 2013 testovalo americké námořnictvo vzlet a přistání bezpilotního letounu Northrop Grumman X-47B na letadlové lodi USS George H. W. Bush (CVN-77).
V roce 2015 testovalo americké námořnictvo chování roje malých dronů Raytheon Coyote v rámci programu LOCUST (Low-Cost UAV Swarming Technology).
V r. 2020 zaútočil v Libyi turecký bezpilotní letoun Kargu 2 na člověka. Podle zprávy expertů Rady bezpečnosti OSN pro Libyi, zveřejněné v březnu 2021, to bylo asi poprvé, kdy autonomní zabiják-robot vyzbrojený smrtícími zbraněmi zaútočil na lidskou bytost.
Turecký dron Bayraktar TB2, vybavený špičkovou technologií, hrál významnou roli v úspěších Ázerbájdžánu ve válce v Náhorním Karabachu proti Arménii v roce 2020. Bayraktar TB2 je bezpilotní bojový vzdušný prostředek (UCAV), operující ve střední výšce (cca 8 km) s dlouhou výdrží (až 24 h.). Je schopný dálkově řízených nebo autonomních letových operací. Vyrábí ho turecká společnost Baykar Makina Sanayi v Ticaret A.Ş., především pro turecké ozbrojené síly .

UAV se také používají v misích NASA. Ve vývoji je kosmická loď Dragonfly. Jejím cílem je doletět na Saturnův měsíc Titan a prozkoumat ho. Má se pohybovat po povrchu Titanu a tím zvětšit zkoumanou plochu povrchu tohoto měsíce. Dosud bylo možné vidět povrch Titanu jen s pomocí kosmické lodi Lander.

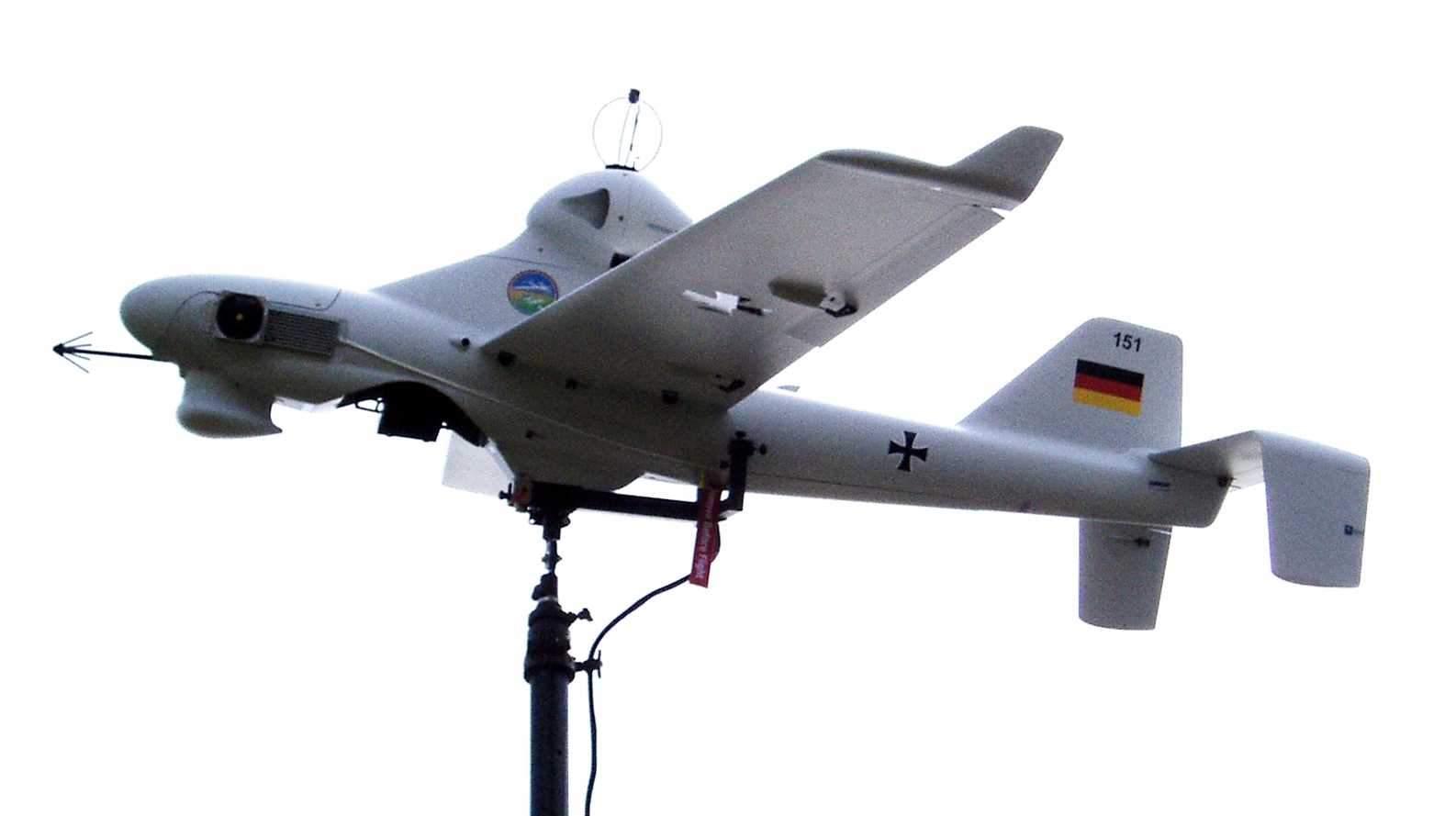
UAV německé armády Luna X 2000
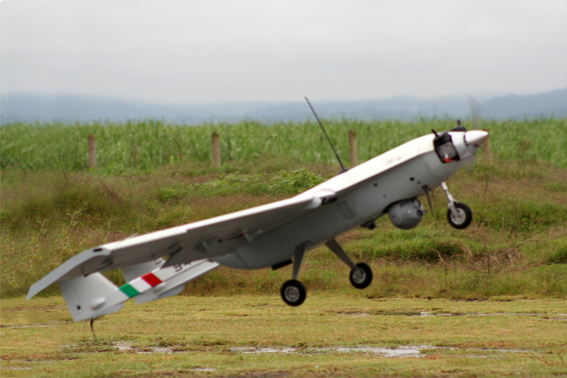
Mexické UAV S4 Ehécatl při vzletu
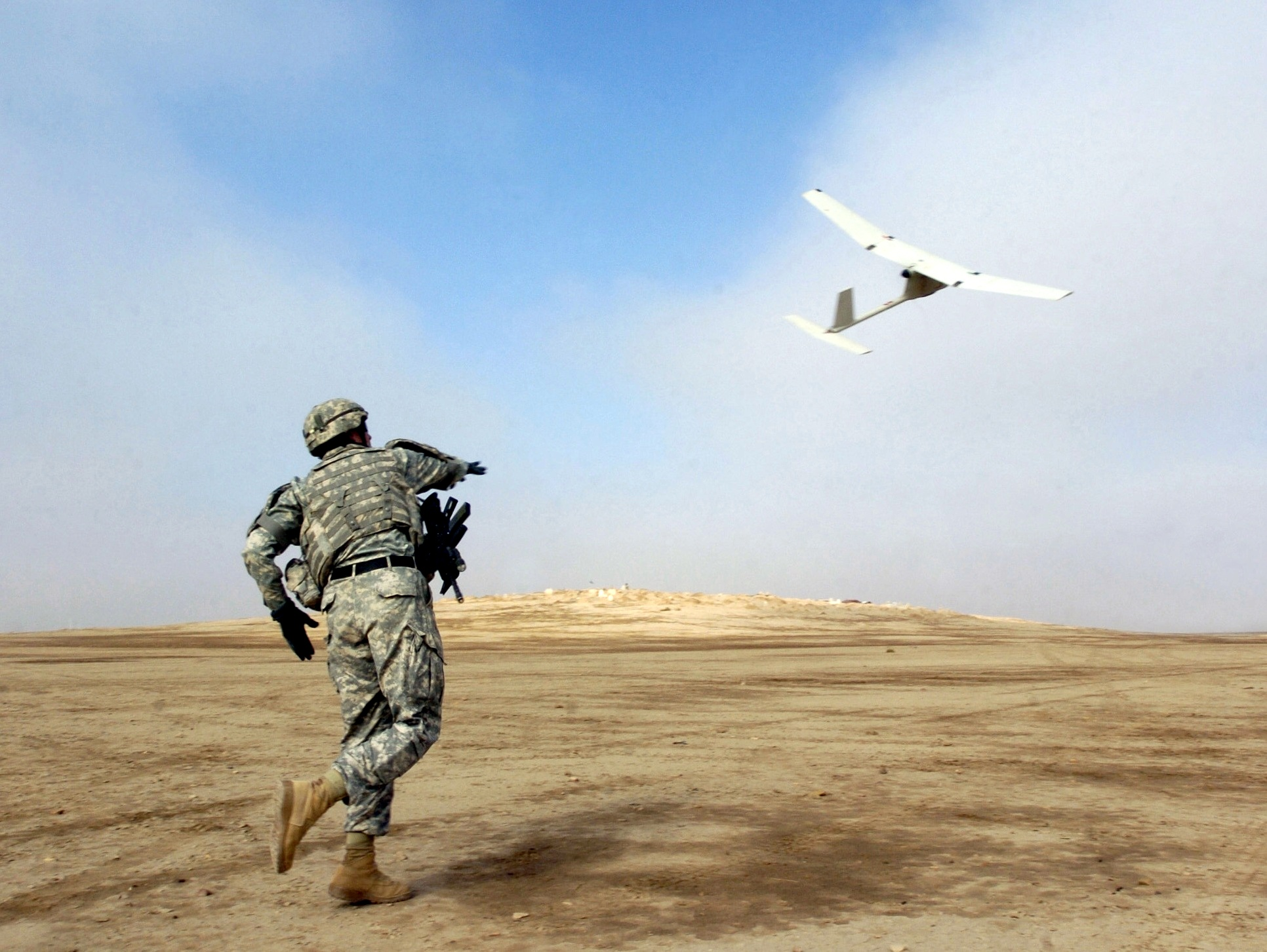
Miniaturní UAV (MUAV), RQ-11 Raven
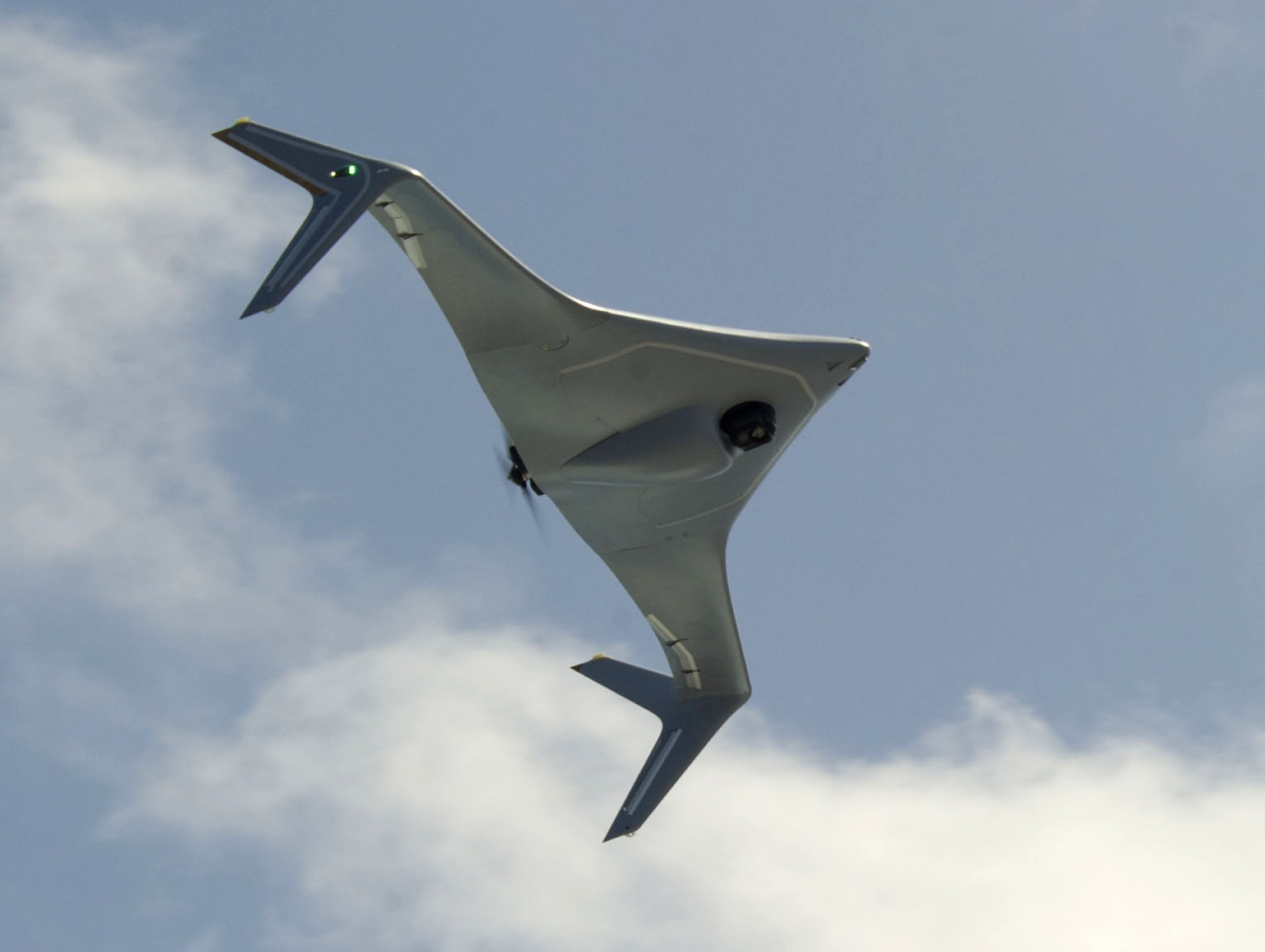
UAV Northrop Gruman Bat za letu – červen 2014 – navržený v USA primárně jako nástroj pro shromažďování zpravodajských informací
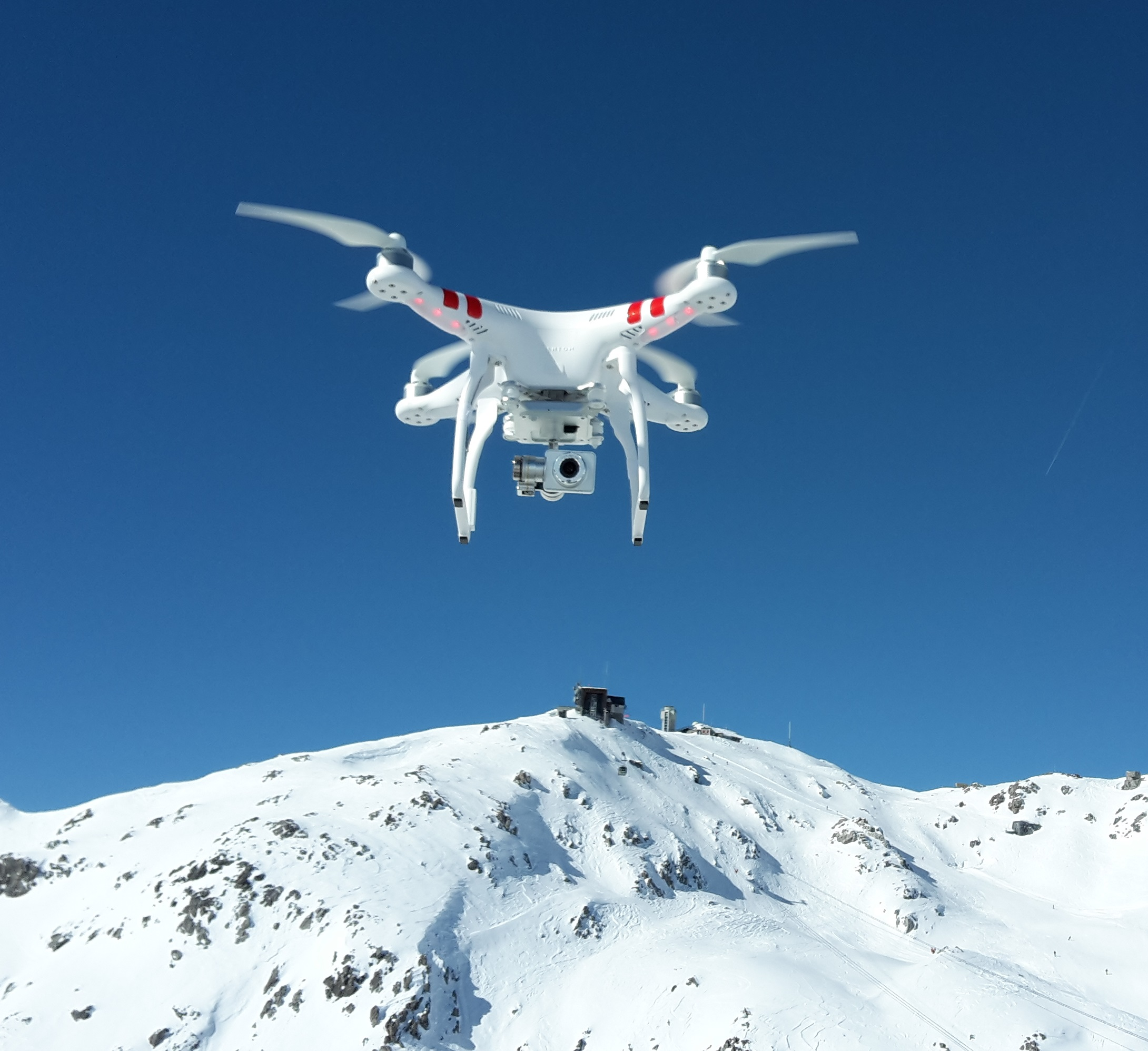
Kvadrokoptéra DJI Phantom 2 Vision+ V3 pro komerční a rekreační fotografování
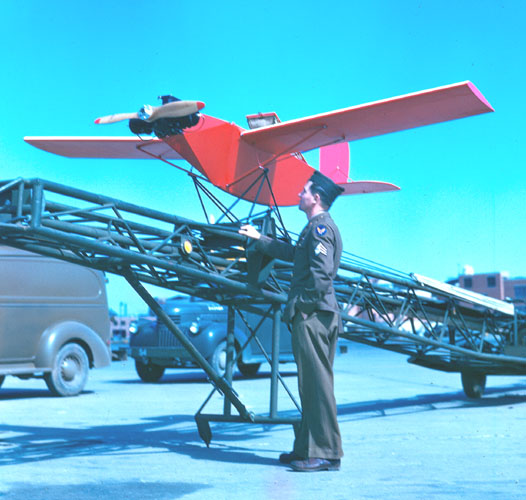
Radioplane OQ-3
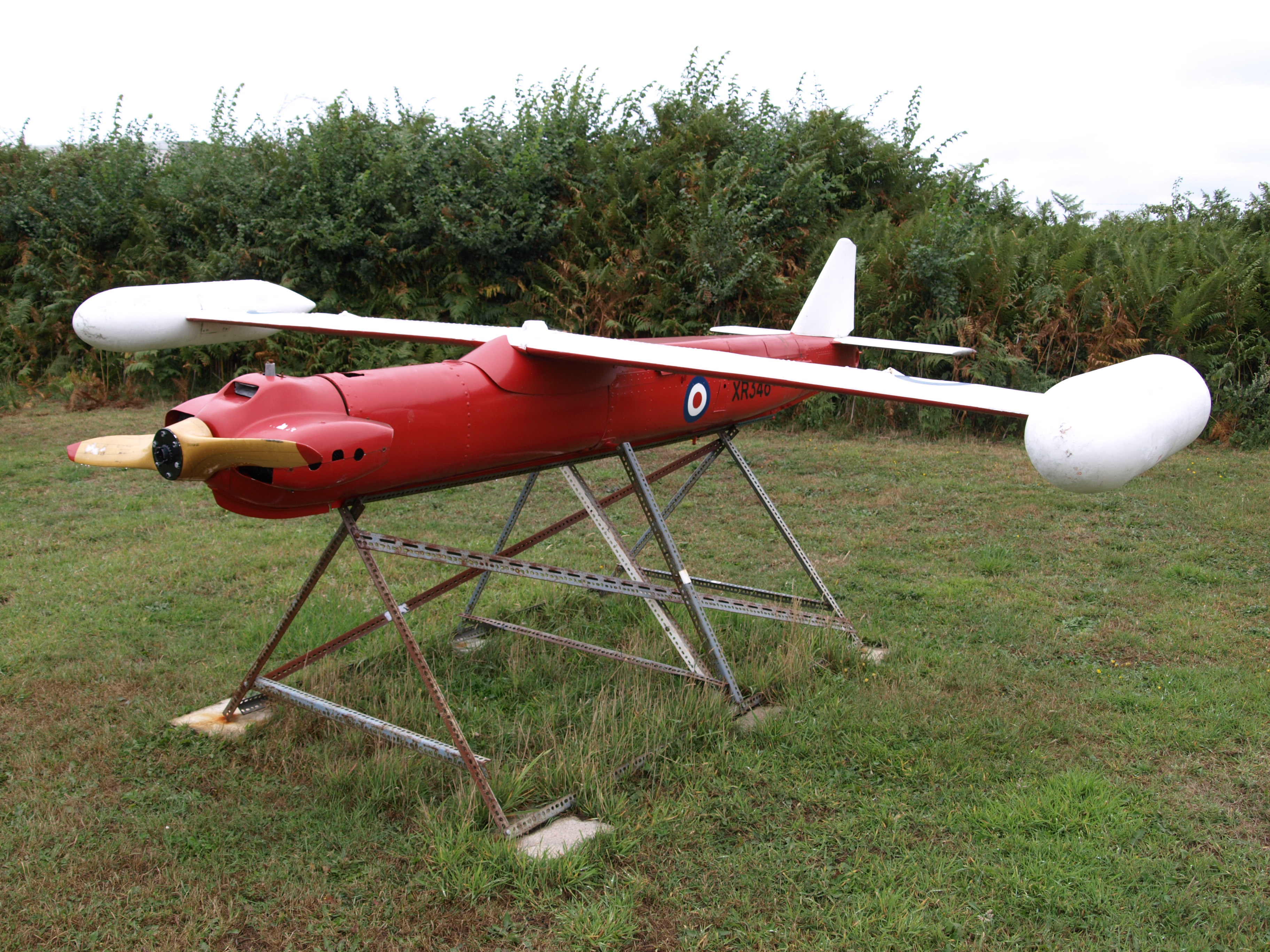
Radioplane Shelduck z řady Radioplane BTT
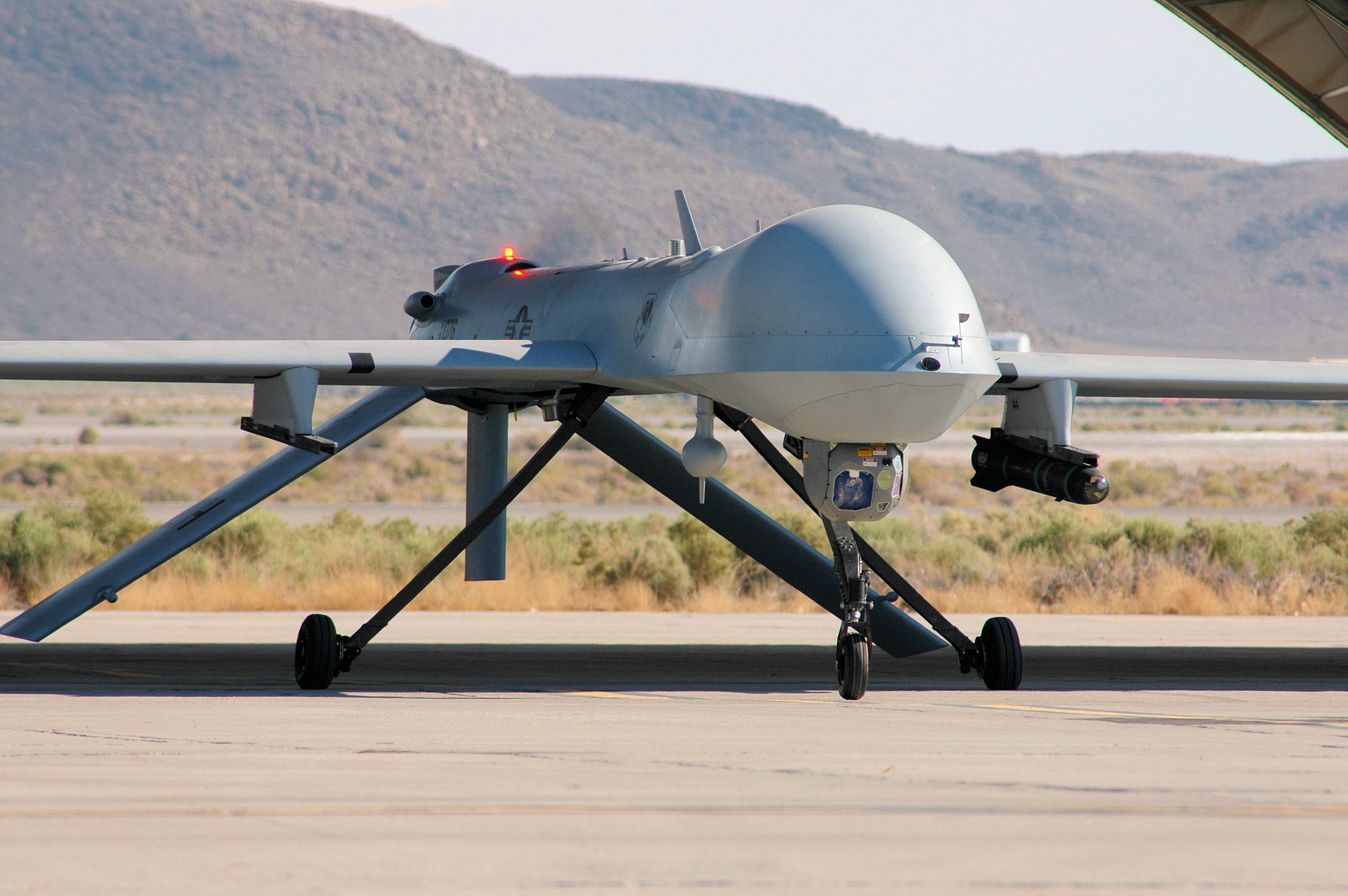
Letoun MQ-1B Predator

## Klasifikace bezpilotních letadel podle účelu

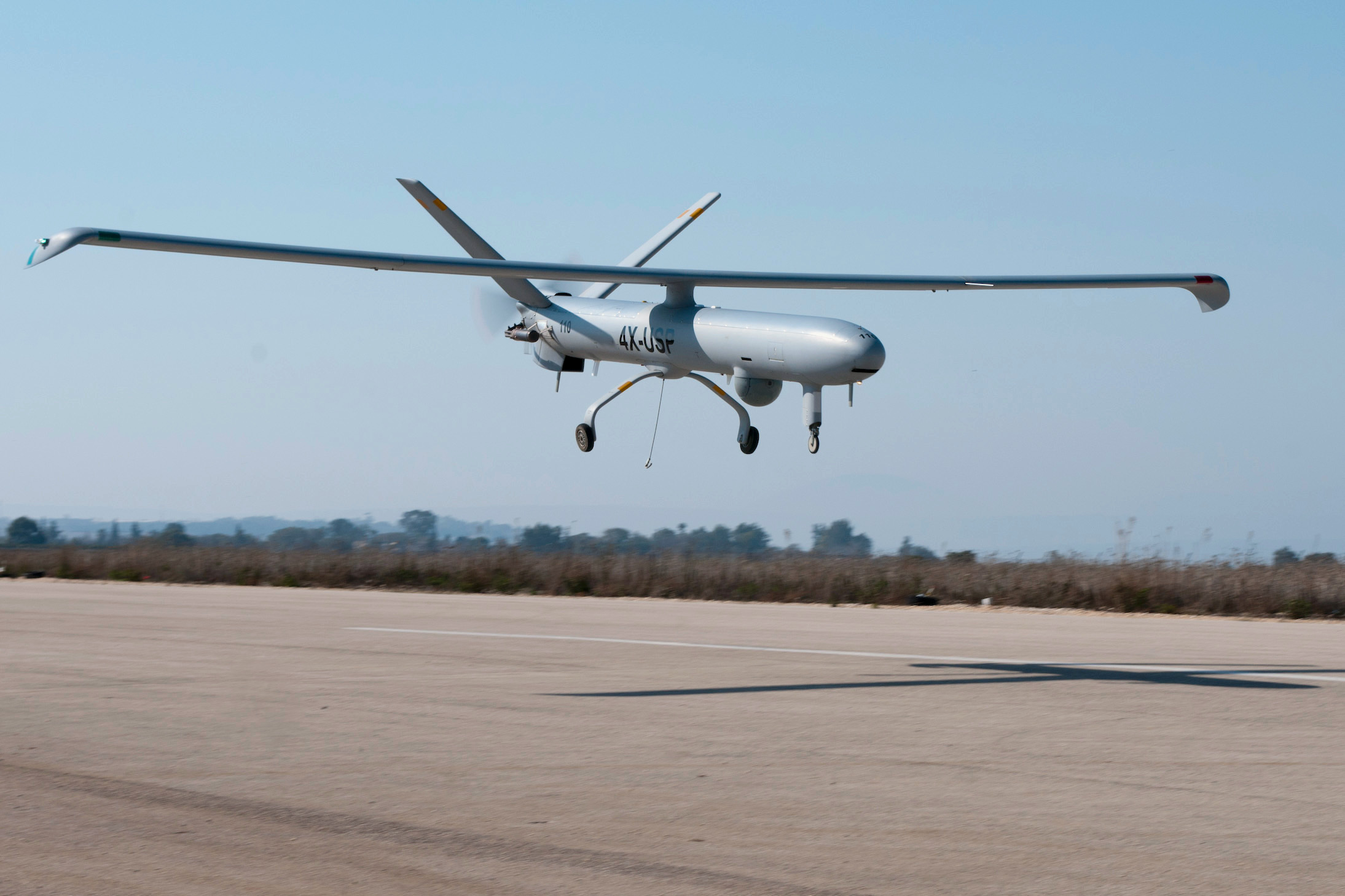
Izraelský průzkumník Hermes 450

Bezpilotní letadla většinou řadíme do následující funkčních kategorií (přestože začínají postupně převažovat multifunkční letadla):
- Cíle a návnady – poskytují pozemní a vzdušné cíle simulující nepřátelská letadla nebo střely
- Průzkumné – poskytující informace o bojišti
- Bojové – schopné útoku ve velmi rizikových misích
- Logistické – UAV speciálně navržené pro logistické účely
- Výzkumné a vývojové – používané k dalšímu vývoji UAV technologií
- Civilní a komerční – UAV speciálně navržené pro civilní nebo komerční aplikace

## Rozdělení bezpilotních letadel dle MO USA
Podle Ministerstva obrany Spojených států jsou bezpilotní letouny rozděleny do pěti kategorií. Ke každé kategorii je přiřazena určitá velikost, max. vzletová hmotnost, provozní výška a hmotnost.

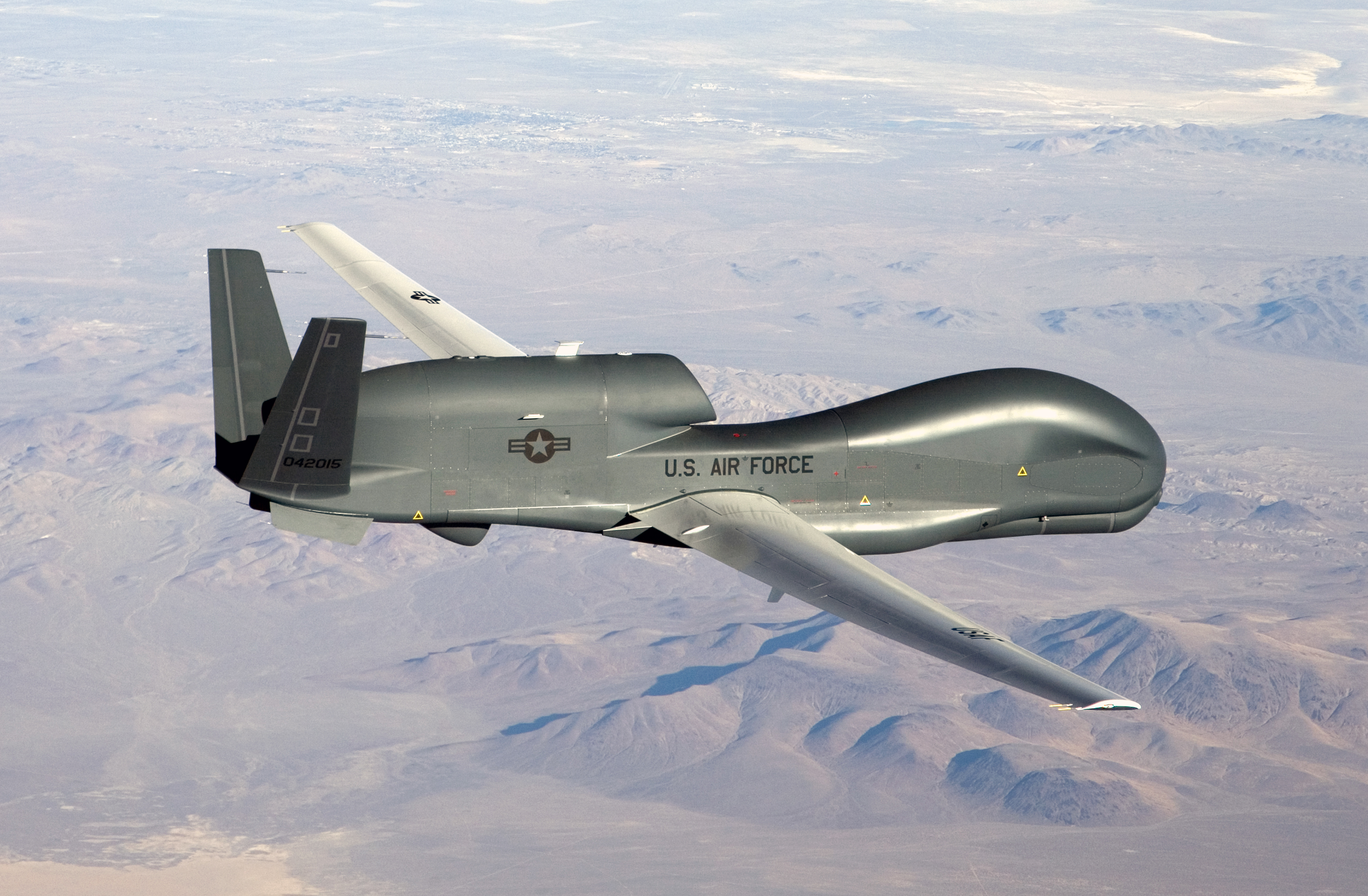
Největší americký dron RQ-4 Global Hawk za letu

Další dělení je podle dosahu a výdrže, velikosti (dle délky a rozpětí křídel) a hmotnosti. Dále je můžeme rozdělit dle stupně autonomie a podle nadmořské výšky.

## Předpisy pro létání s drony v ČR
Pokud člověk létá s jakýmkoliv dronem či kvadrokoptérou (obecně multikoptérou), stane se účastníkem leteckého provozu a musí dodržovat určitá pravidla.
Létání je třeba provozovat v bezpečné vzdálenosti od lidí. Srážky jistých modelů s člověkem mohou mít závažné zdravotní následky. Doporučuje se minimálně 50 metrů a v hustě obydlených oblastí je to od 150 metrů. Také je nutno vyhnout se leteckému provozu. To znamená, že se nesmí létat v blízkosti letišť. Doporučená vzdálenost je 5500 metrů. Stejně tak je třeba se vyhnout leteckému provozu i mimo letiště a to tak, že nelze létat výše než 120 metrů nad zemí. Nelze také létat v zakázaném leteckém prostoru neboli bezletové zóně. Při létání s drony je také nezbytné, aby měl pilot dronu stroj vždy na dohled očí, což de facto vylučuje používání dronů, které disponují sledovací funkci uživatele (např. uživatel dronu lyžuje nebo jede na kole, a dron sleduje jeho pohyb).
Pokud si létáním s dronem uživatel vydělává (neboli provozuje dron ke komerčním účelům, např. prodej fotografií z dronu), musí se zaregistrovat na Úřadě pro civilní letectví a zároveň zde získat příslušnou licenci. S tím je spojen i požadavek na uzavření pojištění odpovědnosti pro krytí případných škod. Samotná příprava a přihláška na zkoušku pro získání oficiálního leteckého průkazu na dron stojí dohromady cca 20 tisíc a jde o relativně obtížné přezkoušení, které se dá srovnávat s testy pro piloty rekreačních letadel.